# Claudio Castellini
Pour les articles homonymes, voir Castellini.
 (février 2019).
Si vous disposez d'ouvrages ou d'articles de référence ou si vous connaissez des sites web de qualité traitant du thème abordé ici, merci de compléter l'article en donnant les références utiles à sa vérifiabilité et en les liant à la section « Notes et références ».
Claudio Castellini (né le 3 mars 1966 à Rome)  est un dessinateur italien de bande dessinée, fumetti et comics.

## Biographie
Claudio Castellini entre dans le secteur de la bande dessinée en rencontrant Rino et Pino Rinaldi. De fil en aiguille, il travaille chez Bonelli, qui compte dans son catalogue des personnages comme Tex Willer, Dylan Dog, Martin Mystère, Nick Raider ou Nathan Never.
Là, Castellini travaille sur Dylan Dog et Martin Mystère, dont il signe quelques numéros et quelques couvertures. Il fait un numéro spécial consacré à Groucho, l'acolyte de Dylan Dog, et un autre numéro spécial marquant le cross-over entre Dylan et Martin.
Castellini lance ensuite Nathan Never, dont il signe tous les designs et le premier épisode, ainsi que de nombreuses couvertures. Mais, pour divers problèmes, il quitte Bonelli en abandonnant sa création.
Il est remarqué par Marvel Comics pour qui il fait quelques contrats, notamment des couvertures de Fantastic Four Unlimited à partir de 1993, puis DC versus Marvel, encré par Paul Neary, un fill-in de Spider-Man entre deux épisodes de John Romita Jr., ou encore un roman graphique sur Silver Surfer: Dangerous Artifacts sur scénario de Ron Marz en 1996. L'ouvrage est dédié à John Buscema. L'année suivante il réalise également une mini-série Conan The Barbarian en 3 épisodes, scénarisée par Roland J. Green. 
Une histoire courte de Predator, parue dans un Dark Horse Presents, offre la possibilité d'examiner son travail au trait et lui a valu une nomination aux Eisner Award en 1999 dans la catégorie Meilleur dessinateur/encreur[réf. souhaitée].
Mark Alessi l'embauche pour travailler sur l'univers CrossGen. Mais Castellini n'y réalise que Crossgen Chronicles #1 avant de quitter la société.
En 2004, il dessine la mini-série en 6 épisodes Wolverine : The End scénarisée par Paul Jenkins, qui met en scène les derniers jours du héros, reprenant certaines idées développées dans Origins.
Il passe ensuite chez DC Comics, où il signe les couvertures de Batman : Gotham Knights revue dans laquelle il a déjà réalisé une histoire dans le #19.

## Œuvres
Les titres suivis d'un astérisque ont été traduits en France, même partiellement.

### Comics
- Batman: Gotham Knights #19 (DC, 2001)
- Crossgen Chronicles #1 (Crossgen, 2000) *
- Conan The Barbarian vol.2 #1-3 (Marvel, 1997)
- Dark Horse Presents #137 (Dark Horse, 1998)
- DC vs Marvel/Marvel vs DC #1-4 (DC/Marvel, 1996) *
- The Many Worlds of Tesla Strong (America's Best Comics, 2003)
- Silver Surfer : Dangerous Artifacts (Marvel, 1996) *
- Spider-Man vol.1 #77 (Marvel, 1997) *
- Star Wars Tales #1 (Dark Horse, 1999) *
- Wolverine : The End #1-6 (Marvel, 2004) *

### Fumetti
- Dylan Dog #30 (Bonelli, 1989)
- Dylan Dog #48 (Bonelli, 1990)

## Prix
- 1995 :  Prix Yellow-Kid, au Festival de bande dessinée de Lucques[réf. souhaitée]